# 公孙捷
公孙捷（？—？），姜姓，名捷，春秋时代齐国的公孙，又称子渊捷。祖父是齐顷公。
前534年七月，齐国执政高蠆（子尾）去世，欒施（子旗）希望管理高氏家產，遂殺其家宰梁嬰，趕走大夫子成（公子固），子工（公子铸），子車（公孫捷），三人逃至魯國。欒施後為高蠆之子高彊（子良）立了家宰。
前532年，田無宇、鮑國将欒施、高彊打敗，欒施、高彊出奔魯國，齐国迎回子成，子工，子車。
前516年，鲁昭公被季孙意如驱逐，齐国要接纳，围攻鲁国孟孙氏的成城。齐鲁在炊鼻作战，子渊捷参加了战斗。一说，二桃杀三士的故事中的公孙接就是子渊捷。